# Pierre Anthonioz
Pour les articles homonymes, voir Anthonioz.
Pierre Anthonioz, né le 7 janvier 1913 à Plainpalais (Genève) et mort le 5 mai 1996 à Collonges-sous-Salève en Haute-Savoie, est un militaire, océaniste  et diplomate français.
Titulaire de onze citations, il est élevé à la dignité de grand-croix de la Légion d'honneur et décoré par le général de Gaulle en 1968,.

## Biographie

### Famille
Pierre Anthonioz est issu du côté paternel d'une des plus anciennes familles des Gets en Haute-Savoie. Il est le fils de Charles Anthonioz, sculpteur, et de Marie-Madeleine Giletto. Il se marie le 15 mai 1945 à Marie-Thérèse Roiron avec qui il a une fille,  Marie-Pierre.
Il est le frère de Bernard Anthonioz et  le beau-frère de Geneviève de Gaulle-Anthonioz.

### Formation
Il effectue ses études secondaires au collège de Florimont à Genève, puis aux lycées Lamartine à Mâcon et Louis-le-Grand à Paris. 
Il est diplômé de l'École nationale de la France d'outre-mer (ENFOM) en 1932.

### Carrière militaire
Entre 1937 et 1939, il est administrateur au Soudan et au Niger . 
Lors de la Seconde Guerre mondiale, il combat en 1940 au 5e régiment d'infanterie coloniale mixte sénégalais (5e RICMS), durant la bataille de France. Il est cité une première fois pour sa conduite en mai 1940 dans les termes suivants : « Jeune officier de grande valeur. Chef de  section de mitrailleuses, momentanément démuni de ses pièces appelées à remplir une autre  mission, il s'est spontanément mis à la disposition du commandant de compagnie le plus  proche pour exécuter les missions qu'exigeait la  situation. Il a reçu en plein combat le commandement d'une section de fusiliers-voltigeurs chargée de participer au dégagement d'un poste  encerclé. Le lendemain, 24 mai 1940, il a personnellement conduit plusieurs patrouilles à l'intérieur des lignes ennemies. ». Il est grièvement blessé le 13 juin 1940 à la jambe gauche et aux deux bras à la Croix-en-Champagne. Il est cette fois cité à l'ordre de l'armée et nommé chevalier de la Légion d'honneur à titre militaire.
Après le débarquement des Alliés le 8 novembre 1942 en Afrique du Nord et la reconstitution de l'armée française, il est affecté le 22 septembre 1943 au 22e bataillon de marche nord-africain (22e BMNA) de la 1re division française libre (1re DFL) avec lequel il combattra jusqu'à la fin de la guerre. Sa division rejoint en avril 1944 en Italie le corps expéditionnaire français du général Juin. Pierre Anthonioz s'illustre à nouveau lors de cette campagne. Il est cité une première fois à l'ordre de l'armée pour sa conduite lors de la bataille du Garigliano en mai 1944 : « Lieutenant au 22e Bataillon de marche  Nord-Africain, officier de grande valeur. Au  cours des combats du 11 au 15 mai 1944 sur le  Garigliano (Italie) il a conduit les sections de  premier échelon de la compagnie jusqu'aux  objectifs fixés. Il a dirigé et opéré le nettoyage de  trois points d'appui ennemis, faisant avec une  poignée d'hommes plus de soixante prisonniers. Il a rempli de surcroît, avec dévouement, son  rôle d'officier adjoint au commandant de compagnie, assurant entre deux attaques le ravitaillement en vivres et en munitions. » puis une deuxième fois en juin 1944 : « Magnifique officier d'une audace extraordinaire : il a, par ses reconnaissances hardies, permis une avance rapide de sa compagnie sur Castelgiorno, sur Celle et sur le col de Radicofani au cours des combats du 12 au  19 juin 1944. Il a capturé cinq prisonniers, seul  en jeep avec son chauffeur. Il a assuré, dans des  conditions périlleuses, la liaison de son bataillon  avec la brigade voisine. Il a été d'une activité  débordante dans la poursuite de l'ennemi en  retraite. ».
Promu capitaine en juin 1944, il débarque en Provence avec son 22e BMNA en août 1944. Il est cité en  Franche-Comté : « Officier ayant une haute conception du  devoir ; intrépide au combat. Il a rendu à Carqueiranne de grands services en coordonnant  l'action de sa compagnie avec celle des F.F.I. » puis lors de la Bataille d'Alsace en novembre 1944 : « Le 30 novembre 1944, il poussait au  Rossberg une reconnaissance à plusieurs kilomètres à l'intérieur des lignes ennemies. Violemment attaqué, c'est grâce à son sang-froid et à ses qualités de chef, qu'il dut de ramener tout  son monde. Capitaine d'une très grande valeur et d'un grand courage, lors des combats du 23 au 30 janvier dans les bois de l'Ill, d'Ohnenheim et de Speck, il a entraîné sa compagnie avec un sang-froid et un mépris du danger admirables, à  l'attaque de nombreuses casemates puissamment tenues, faisant de nombreux prisonniers et s'emparant d'un important matériel. Ses qualités  manœuvrières et sa bravoure ont été pour une  large part dans le succès définitif de l'opération. ». Pierre Anthonioz est promu  officier de la Légion d'honneur à titre militaire.
En septembre 1945, il se porte volontaire pour l'Indochine. Capitaine au sein du 6e régiment d'infanterie coloniale (6e RIC), il est grièvement blessé au bras droit en février 1946 et réformé définitivement. Il est cité une nouvelle fois : « Venu volontairement pour encadrer les Partisans de la Province de Sóc Trăng, il a participé à la prise de Bạc Liêu, de Than Phu, de  Cà Mau.  Il a entraîné ses partisans avec un allant  extraordinaire et un mépris total du danger. Il  s'est toujours porté le premier aux endroits les  plus exposés, donnant à ses hommes un admirable exemple de courage. Il a été grièvement blessé le 4 février 1946 au cours d'une reconnaissance qu'il dirigeait lui-même en zone insoumise au Nord de Cà Mau. ».

### Carrière de diplomate
Sa carrière militaire terminée, il est notamment commissaire-résident dans le condominium des Nouvelles-Hébrides (actuellement Vanuatu) de 1949 à 1958, puis ambassadeur en Mauritanie (1961-1962), en Malaisie (1962-1968), au Ghana (1968-1972), à Cuba (1972-1975), au Sri Lanka (1975-1978),,.  
Pierre Anthonioz publie également plusieurs articles d'ethnologie sur les royaumes des Haoussas du Nigéria, sur les Peuhl Bororo du Sahel et sur les Nouvelles-Hébrides et participe à des recherches sur l'Astrolabe  en 1958 et La Méduse en 1960.
Titulaire de onze citations et blessé quatre fois, il est élevé à la dignité de grand-croix de la Légion d'honneur en 1968 et décoré par le général de Gaulle,
Il meurt le 5 mai 1996 et est inhumé dans le village de Bossey en Haute-Savoie.

## Distinctions
- Grand-croix de la Légion d'honneur (27 juin 1968)
- Croix de guerre 1939–1945
- Croix de guerre des Théâtres d'opérations extérieurs

## Publications
- « La Danse du Gaul. Cérémonie rituelle de l’île de Pentecôte. Nouvelles-Hébrides », Etudes mélanésiennes, vol. 6, n° 8, décembre 1954, p. 84-95.
- « Une ascension au pic Santo », Etudes mélanésiennes, vol. 6, n° 8, décembre 1954, p. 96-102.
- « Supplément au voyage de Lapérouse. Une expédition envoyée à l’île de Vanikoro, en mars 1958, retrouve les débris de L’Astrolabe », Neptunia, n° 54, 1959-2, p. 8-13.
- « La véritable histoire du radeau de La Méduse », L’Histoire, n° 36, juillet-août 1981 : « Spécial : 2000 ans sur la mer », p. 112-116.
- « La Méduse retrouvée », L’Histoire, n° 36, juillet-août 1981 : « Spécial : 2000 ans sur la mer », p. 116.

### Ouvrages
- [Gentil 1986] Pierre Gentil, École nationale de la France d'outre-mer, Académie des sciences d'outre-mer, 1986
- Michel Wattel et Béatrice Wattel (préf. André Damien), Les Grand’Croix de la Légion d’honneur : De 1805 à nos jours, titulaires français et étrangers, Paris, Archives et Culture, 2009, 701 p. (ISBN 978-2-35077-135-9).
- Colonel Pierre Castelneau, « Hommage Pierre Anthonioz, soldat valeureux, grand serviteur de l'État », Revue de la France libre, volume 6, Fondation de la France libre, 1994, p. 2723.

### Articles
- Jean Guiart, « Pierre Anthonioz (1913-1996) » in Journal de la Société des océanistes, 103, 1996-2. pp. 311-314. En ligne.